# Volvox

Volvox koloni: 1) Chlamydomonas -liknande cell, 2) Dotter koloni, 3) Cytoplasmatiska broar, 4) Intercellulär gel, 5) Reproduktionscell, 6) somatiskcell.

Volvox, rullklot, är ett släkte av grönalger i familjen Volvocaceae. Den bildar sfäriska kolonier på upp till 50 000 celler. De förekommer i en mängd olika sötvattensmiljöer. Volvox utskiljde sig från encelliga föregångare för cirka 200 miljoner år sedan.

## Beskrivning
Volvox är de mest utvecklade i en serie av släkten som bildar sfäriska kolonier. Varje mogen Volvoxkoloni består av ett flertal flagellatceller som liknar Chlamydomonas, upp till 50 000 totalt, och inbäddade i ytan av en ihålig sfär eller coenobium innehållande en extracellulär matris gjord av en gelatinös glykoprotein. 
Förutom under bildningen av dotterkolonier, innefattas vegetativa celler i ett enda skikt med flagellerna vända utåt. Cellerna simmar på ett samordnat sätt, med distinkta främre och bakre poler. Cellerna har eyespots, mer utvecklade nära den främre, som gör det möjligt för kolonin att simma mot ljus. Individuella alger av vissa arter är sammankopplade med tunna trådar av cytoplasma, så kallade protoplasmater. 

## Reproduktion
En asexuell koloni omfattar både somatiska (vegetativa) celler, som inte reproducerar, och stora, icke-rörliga gonidia i det inre, som producerar nya kolonier genom upprepad delning. Dotterkolonierna hålls initialt inom modercoenobium och har sin flag riktad inåt. Senare frigör sig föräldern och döttrarna invertera. 
I sexuell reproduktion produceras två typer av könsceller. Volvoxarter kan vara en- eller tvåbyggare. Faderkolonier släpper många microgameter, eller spermier, medan moderkolonier enstaka celler förstorade till att bli oogameter eller ägg.

## Förekomst
Volvox är ett släkte av sötvattensalger som förekommer i dammar och diken, även i grunda vattenpölar. Antonie van Leeuwenhoek rapporterade den första observationen av Volvox 1700.